# Smith & Wollensky

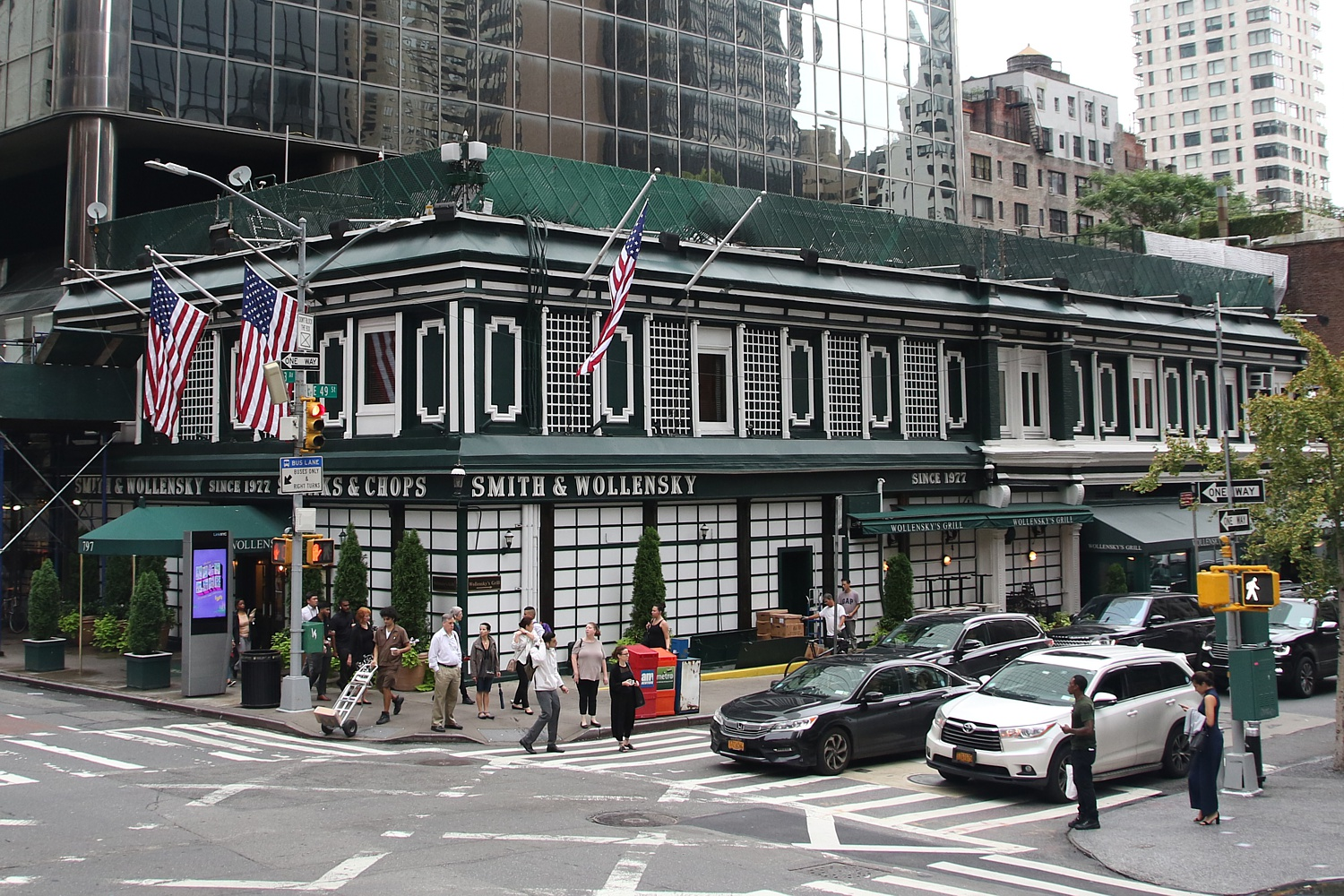
Stammhaus der Steakhauskette in New York

Smith & Wollensky ist eine Kette gehobener amerikanischer Steakhäuser mit Standorten in New York City, Philadelphia, Houston, Columbus, Las Vegas, Miami, Chicago, Boston und Washington, D.C. Das erste Smith & Wollensky Steakhouse wurde 1977 von Alan Stillman und Ben Benson in einem besonderen Gebäude Ecke 49th Street & 3rd Avenue eröffnet. Viele der Restaurants haben eine Holzfassade in grünen und weißen Farben. Die einzelnen Smith & Wollensky Restaurants bieten jeweils leicht abgewandelte Speisekarten an.

## Geschichte
Nach Auskunft des Gründers Alan Stillman war nie ein Mr. Smith oder ein Mr. Wollensky an dem Restaurant beteiligt. Vielmehr wählte er aus dem Telefonbuch von Manhattan zufällig zwei Namen: Smith und Wollensky. In den Ankündigungen für die Eröffnung 1977 jedoch wurden die Namen Charlie Smith und Ralph Wollensky genannt. Stillman gestand später, dass Charlie und Ralph die Namen seiner Hunde waren.

## Standorte

### New York
Das Stammhaus befindet sich in einem freistehenden Gebäude in Midtown Manhattan, seine grün-weiße Holzfassade wurde zum Markenzeichen der Restaurantkette. Einen Teil davon bildet Wollensky's Grill, eine Bar innerhalb des Restaurants. In diesem Restaurant und seiner Küche wurden Szenen des Films Der Teufel trägt Prada gedreht. Hier fanden und finden auch die bekannt gewordenen Power Lunches mit Warren Buffett statt. Das New York Smith & Wollensky diente ebenfalls als Treffpunkt für Christian Bale und Willem Dafoe in dem Film American Psycho.
Als Alan Stillman die Smith & Wollensky Restaurant Group verkaufte, behielt er das New Yorker Restaurant.

### Chicago
Mit der gleichen grün-weißen Fassade wie in New York, liegt dieses Steakhouse am Chicago River und dem Loop. Es spielte eine Rolle bei der Wiederbelebung des Chicagoer River-North-Gebietes und liegt in der Nachbarschaft von Marina City und dem House of Blues. Es wurde 2006 in dem Film Trennung mit Hindernissen als Kulisse verwendet.

### Miami Beach
In einem 2-stöckigen Gebäude am Meer liegt das S & W Miami am äußersten südlichen Ende von Miami Beach und bietet einen Blick auf die Skyline von Miami.

### Washington, D.C.
Das Restaurant liegt bei 1112 19th Street NW, nahe der Ecke 19. und L im Herzen der Downtown von  Washington, DC.

### Las Vegas
Dieses Restaurant erstreckt sich über drei Etagen in einem Gebäude gegenüber dem City Center am Las Vegas Strip.

### Philadelphia
Das Restaurant hat zwei Etagen und ist das Haupt-Restaurant des Philadelphia Rittenhouse Hotel. Es bietet einen Blick auf den Rittenhouse Square.

### Columbus
Dieses Restaurant wurde 2002 eröffnet und befindet sich im Easton Town Center Lifestyle-Community.

### Houston
Die Lage dieses Restaurants im Highland Village ist vergleichbar mit der in Columbus, da es ebenfalls als Teil einer Lifestyle-Community gebaut wurde.

### Boston
Das Restaurant befand sich bis Mai 2018 im Arsenal des Ersten Kadettenkorps, einer Festung aus dem Jahre 1891, und war das einzige Smith & Wollensky, das an einem National Historic Place lag. Es liegt jetzt südlich des Financial Districts am Fort Point Channel in der Nähe des Boston Tea Party Museums.